# Famille von Both
Pour les articles homonymes, voir Both.
Modèle:Sourcer à lier

La famille von Both est une ancienne famille de la noblesse allemande (en) originaire du Mecklembourg.

## Origine
La famille remonte à Hasse Bot, cité le 21 mai 1273 comme chevalier (miles en latin). La filiation continue débute en 1309 avec Hinricus Bot. Les frères Heinrich et Johann von Both sont cités en 1314 comme seigneurs de Kalkhorst, domaine qui est resté dans la famille avec ceux de Nebengütern Rankendorf, Schwansee et Dönkendorf, jusqu'au tournant des XVIIIe et XIXe siècle.

## Personnalités
- Gustav von Both (de)  (1772–1835), lieutenant-général prussien.
- Carl Friedrich von Both (de) (1789-1875), directeur du tribunal régional de Rostock (1836-1870) et vice-chancelier de l'université de Rostock.
- Gottlieb von Both (de) (1838-1906), haut fonctionnaire administratif et judiciaire du Mecklembourg.
- Hartwig Julius Ludwig von Both (de) (1789-1857), juriste et ambassadeur du grand-duché d'Oldenbourg au Bundestag de la Confédération allemande.
- Kuno-Hans von Both (1884-1955), General der Infanterie allemand.